# Kurt Hasse
Kurt Hasse (Magonza, 7 febbraio 1907 – Fronte orientale, 9 gennaio 1944) è stato un cavaliere tedesco.

## Palmarès

### Olimpiadi
- Oro a Berlino 1936 nel salto ostacoli individuale.
- Oro a Berlino 1936 nel salto ostacoli a squadre.